# Baškirská Wikipedie
Baškirská Wikipedie je jazyková verze Wikipedie v baškirštině. Byla založena v roce 2002, ale první článek se na ní objevil až v roce 2005. V lednu 2022 obsahovala přes 59 000 článků a pracovalo pro ni 7 správců. Registrováno bylo přes 33 000 uživatelů, z nichž bylo asi 105 aktivních. V počtu článků byla 92. největší Wikipedie.